# Monastère de Gomirje
 (mars 2019).
Le monastère de Gomirje (en croate : Manastir Gomirje, en serbe cyrillique: Манастир Гомирје) est un monastère orthodoxe serbe en Croatie. 
C'est le monastère orthodoxe serbe le plus à l'ouest, situé dans la partie occidentale de la Croatie, près du village de Gomirje, municipalité de Vrbovsko, et de la ville d'Ogulin. Le monastère aurait été fondé en 1600. Le monastère comprend l'église de naissance de saint Jean-Baptiste construite en 1719. municipalité de Vrbovsko